# Malangawa
Malangawa (nep. मलंगवा)  – miasto w południowym Nepalu; w prowincji numer 2. Według danych szacunkowych na rok 2011 liczyło 25 143 mieszkańców .